# Всеволод Григоре
Всеволод Григоре (молд.  Vsevolod Grigore; нар. 1958, Жора-де-Жос) — молдавський дипломат. Постійний представник Молдови при ООН (2003—2006).

## Біографія
Пан Григоре народився у 1958 році в Жора-де-Жос, Республіка Молдова. Здобув докторський ступінь з лінгвістики Інституту іноземних мов у Мінську, Білорусь (1987), був одержувачем докторської наукової стипендії Агентства Університету Франкофонії, Університет Парижа X, Франція, з 1994 по 1995 рр.
Пан Григоре також обіймав низку викладацьких посад і був завідувачем кафедри сучасних мов у Молдовському незалежному міжнародному університеті з 1994 по 1996 рік.
До свого нинішнього призначення пан Григоре був міністром-радником у посольстві Молдови у Вашингтоні, округ Колумбія, з 1999 по 2002 рік.
З 1996 по 1999 рр. — він працював радником, заступником директора та генеральним директором Департаменту Європи та Північної Америки в Міністерстві закордонних справ Молдови.
з 15 січня 2003 по 2006 рр. — постійний представник Республіки Молдова при ООН, вручив вірчі грамоти Генеральному секретарю Кофі Аннану.